# Piazza Aristotele
Piazza Aristotele (in greco Πλατεία Αριστοτέλους?, AFI: plaˈtia aristoˈtelus), dedicata ad Aristotele, è la principale e più celebre area urbana della città di Salonicco. È una delle poche piazze europee protesa verso il mare. Fu disegnata da Ernest Hébrard per il piano del 1918, ma fu completata in seguito tra gli anni cinquanta e sessanta. Molti degli edifici intorno sono stati ristrutturati recentemente.
Dodici degli edifici presenti furono dichiarati monumenti nazionali dal Governo ellenico durante gli anni cinquanta.